# Dichaetomyia incerta
Dichaetomyia incerta är en tvåvingeart som först beskrevs av Stein 1900.  Dichaetomyia incerta ingår i släktet Dichaetomyia och familjen husflugor. Inga underarter finns listade i Catalogue of Life.